# Pione à tête bleue
Pour les articles homonymes, voir Tête bleue.
Pionus menstruus
Espèce
Statut de conservation UICN

 LC  : Préoccupation mineure
Synonymes
- Psittacus menstruus

Statut CITES
La Pione à tête bleue (Pionus menstruus) est une espèce d'oiseaux appartenant à la famille des Psittacidae.

## Description
Cette espèce mesure 27 cm de longueur. Son plumage présente une dominante verte avec la tête et le cou bleus. Les cercles oculaires sont blancs et dénudés. Le dessous des rectrices est rouge et l'extrémité de la queue vert. Les yeux sont bruns, le bec noirâtre rouge sur les bords, les pieds et pattes gris verdâtre.

### Distribution
Amérique latine : de l'État de Goiás au Costa Rica

### Habitat
Paysages légèrement boisés, terres agricoles, forêts, collines. En couples à la saison des nids, parfois en vastes bandes en quête de blé ou de fruits.

### Nourriture
Granivore, herbivore. Fruits; verdure : pissenlit, laitue, mouron, épinard, branches fraîches, avoine, millet, tournesol et glands.

### Reproduction
La femelle pond de 2 à 4 œufs. L'incubation dure 26 jours.

### Sexage
Il n'existe pas de différence visuelle entre mâle et femelle.
La façon la plus sûre est de réaliser le sexage grâce à une analyse ADN de l'oiseau, qui se pratique à l'aide de quelques plumes.

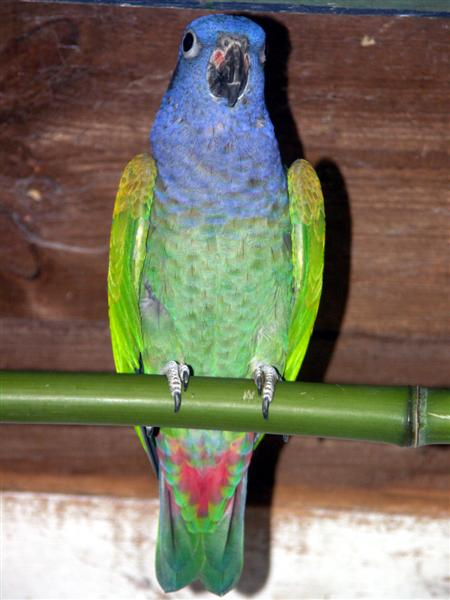
Pionus menstruus

### Captivité
Commun et apprécié en aviculture depuis de nombreuses années.
Les jeunes s'apprivoisent facilement et se montrent affectueux. Leur chant est doux et les compagnons de volière sont amicaux.

## Sous-espèces
D'après la classification de référence (version 5.2, 2015) du Congrès ornithologique international, cette espèce est constituée des trois sous-espèces suivantes (ordre phylogénique) :
- Pionus menstruus rubrigularis Cabanis, 1881 ;
- Pionus menstruus menstruus (Linnaeus, 1766) ;
- Pionus menstruus reichenowi Heine, 1884.